# Leszna Górna (Trzyniec)
Leszna Górna (czes. Horní Líštnáⓘ, niem. Ober-Lischna) – część miasta Trzyńca w kraju morawsko-śląskim, w powiecie Frydek-Mistek w Czechach. Jest to także gmina katastralna o powierzchni 213,57 ha położona we wschodniej części miasta, przy granicy z Polską. W 2008 r. liczyła 311 mieszkańców, a w 2009 odnotowano 88 adresów.
Pierwotnie była to część wsi Leszna Górna. W 1920 r., po podziale Śląska Cieszyńskiego przypadła Czechosłowacji. W 1921 liczyła 186 mieszkańców i 28 domów. W latach 1938–39 ponownie połączona z polską Leszną Górną. W 1960 r. została włączona w granice administracyjne Trzyńca.
Znajdowało się tutaj przejście graniczne mrg i drogowe Horní Líštná - Leszna Górna, które funkcjonowało do 21 grudnia 2007 r.

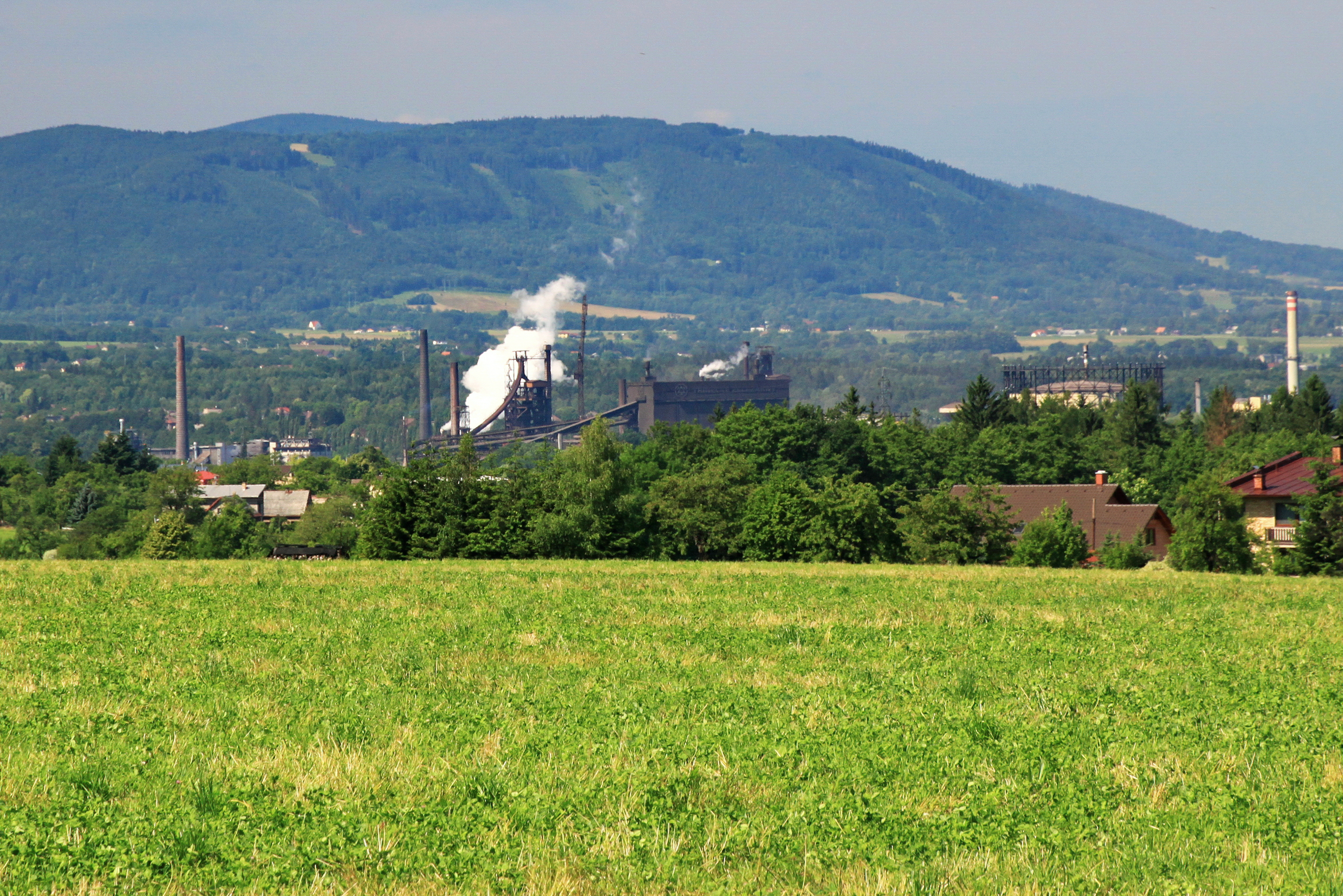
Widok na Hutę trzyniecką i Beskid Morawsko-Śląski